# Pseudoleskeopsis unilateralis
Pseudoleskeopsis unilateralis är en bladmossart som beskrevs av Hugh Neville Dixon 1932. Pseudoleskeopsis unilateralis ingår i släktet Pseudoleskeopsis och familjen Leskeaceae. Inga underarter finns listade i Catalogue of Life.